# Рязанско-Уральская железная дорога
Ряза́нско-Ура́льская желе́зная доро́га (название согласно уставу, также встречается название Ряза́но-Ура́льская, до 1892 года — Рязанско-Козловская железная дорога) — железная дорога в Российской империи, одна из крупнейших в стране на рубеже XIX и XX веков.
Название дороги произошло от её крайних пунктов: Рязани на северо-западе и Уральска на востоке. Станция Рязань Рязанско-Уральской железной дороги (Рязанско-Козловская железная дорога) располагалась в местности южной станции Рязань 2.

## История создания

### Идея строительства
Ходатайство о постройке дороги от Рязани до Саратова через Козлов и Тамбов было подано предпринимателем, председателем правления Общества Московско-Рязанской железной дороги Павлом Григорьевичем фон Дервизом в конце 1863 года, первым участком этой линии должна была стать линия от Рязани до Козлова.
В то время вся железнодорожная сеть Российской империи состояла из линий: Царскосельской, Петербурго-Московской, Петербурго-Варшавской и Варшавско-Венской, Московско-Нижегородской, Риго-Динабургской, Волго-Донской, Грушевской, Московско-Сергиевской и Московско-Рязанской. Общее протяжение всех этих линий к концу 1863 года составляло 3254 версты.
П. Г. Фон-Дервиз предложил построить дорогу на капитал, предоставленный английской компанией, та в свою очередь требовала гарантий правительства, то есть уплаты ежегодно определенного процента на капитал вне зависимости от того, будет ли впоследствии дорога приносить доход и какой именно. Это предложение П. Г. Фон-Дервиза было отклонено государством.
Спустя год П. Г. Фон-Дервиз предложил построить дорогу на капитал, полученный путём выпуска акций в английской валюте и облигаций в прусской валюте. На таких условиях была дана концессия на постройку. Устав «Общества Рязанско-Козловской железной дороги» был утверждён 12 марта 1865 года. П. Г. Фон-Дервиз стал председателем правления Общества.

### Строительство и запуск
Постройка дороги была произведена очень быстро: вся линия была построена и открыта для движения 4 (16) сентября 1866 года. Наименьший радиус кривых в поворотах на железной дороге был 210 м . Архитектурный отдел дороги возглавлял архитектор А. П. Попов.
Дорога прошла по тому направлению, по которому издавна шёл главный гужевой путь из юго-восточных степей в Москву. Заменив собою этот путь, дорога стала одною из самых первых по перевозке хлебных грузов в России, и это обеспечило ей с первого же года эксплуатации значительный доход, составивший в 1867 году — 6,7 %, в 1868 году — 14,5 % и 1869 году — 18,1 %.
Ввиду того, что дорога испытывала значительный приток грузов и в скором времени была значительно перегружена, было принято решение о постройке второго пути. Путь был открыт 1 июня 1870 года. С этого времени дорога стала одной из самых доходных и самых грузонапряжённых в России.
Первыми паровозами (грузовыми), поступившими на дорогу в 1866 году, были паровозы типа 0-3-0, произведённые заводами Борзига (нем. August Borsig GmbH) в Германии.
Для пассажирских составов использовался с 1866 года товаро-пассажирский шестиколёсный паровоз типа 1-2-0 того же немецкого производителя.
Затем к этой линии были пристроены другие линии и ветви: Бековская ветвь (22 февраля 1874 года); ветви Раненбург — Данков и Астапово — Лебедянь (17 ноября 1890 года).
В 1869 году председателем правления Общества РУЖД стал Иван Евграфович Ададуров, находившийся на этом посту с 1869 по 1884 и с 1887 до самой смерти в январе 1907 года.
Линия от Козлова до Тамбова была открыта для движения 22 декабря 1869 года (3 января 1870) Обществом Тамбово-Козловской железной дороги; от Тамбова до Саратова — Обществом Тамбово-Саратовской железной дороги (открыта для движения на участке Тамбов — Умёт 9 августа 1870 года, на участке Умёт — Аткарск 14 января 1871 года, на участке Аткарск — Саратов 4 июля 1871 года). В 1891 году Общество Рязанско-Козловской железной дороги выступает с инициативой объединения всех перечисленных линий под единым началом и сооружения новых железных дорог: от Рассказово до Камышина, от Лебедяни — до Ельца, от Покровской Слободы до Уральска, от Богоявленска до Сосновки, ветвей к пунктам Вольск, Петровск, Сердобск, Баланда, Николаевск, Александров Гай. А также предлагает создать пароходную флотилию на реке Урал. 11 (23) января 1892 года такое разрешение было утверждено, Общество Рязанско-Козловской железной дороги переименовано в Общество Рязанско-Уральской железной дороги. Также общество имело право на постройку линий от Раненбурга до Павельца с ветвью на Астапово и от Пензы до Таволжанки.
В 1894 году была закончена постройка линии Тамбов — Камышин. 14 сентября 1894 года паровозные бригады депо Балашов провели первый поезд по только что открывшейся линии Тамбов — Камышин.
Рязанско-Уральская железная дорога была единственной в стране, имевшей собственную флотилию судов самого различного назначения, вплоть до плавучих элеваторов и плавучего дока для ремонта судов. В ведомости судов РУЖД на 1896 год числилось 29 названий, в том числе: товарно-пассажирских пароходов — 2, товарных (грузовых) пароходов — 6, пассажирских пароходов — 2, паромов — 2, нефтекачек плавучих — 11, нефтеналивных судов — 3, барж — 3. В 1896 году на этой дороге начала действовать первая в России круглогодичная Саратовская паромная переправа. Паром имел длину 242 фута, ширину 57 футов и осадку 9 футов и принимал на борт 28 вагонов.

### Расширение
21 мая 1897 года общество получило разрешение на строительство линии от станции Данков до Смоленска, и от Павельца до Москвы. В 1898 году обществу разрешено строить ветвь от станции Иноковка до села Инжавино и уложить второй путь на участке Москва — Кашира.
К 1 января 1899 года дорога имела протяжённость путей 2743 вёрст (2926 км), в стадии постройки находились линии Москва — Павелец (с ветвью на Венев), Данков — Смоленск с ветвями, Краснослободск — Инжавино.
В 1900 году был построен 4-пролётный мост в 238 саженей через р. Оку у г. Кашира (проект Л. Д. Проскурякова) — самый большой на тот момент в Европейской России.
Ещё в 1881 году выдвигался на обсуждение проект сооружения линии от Покровской Слободы до Эльтона, предназначенной главным образом для вывоза соли. Проект осуществлен не был, но породил другие многочисленные проекты. Один из таких проектов был принят к исполнению 26 апреля 1903 года: от станции Красный Кут (ветвь Урбах — Александров Гай) дорога строилась через Верхний Баскунчак до Астрахани. Движение открыто на участке Красный Кут — Бузань-пристань — 9 июля 1907 года, на участке Бузань — Астрахань — 15 декабря 1909 года.
С мая 1907 года председателем правления Общества стал тайный советник, инженер путей сообщения Фёдор Иванович Шмидт. С 1912 года управляющим дороги стал действительный статский советник, инженер путей сообщения Тит Иванович Акоронко (прослуживший на этой должности до национализации дороги в 1918 году).
В 1909 году РУЖД начала эксплуатировать мост с самой большой для того времени консольной фермой среди мостов России через р. Бузан у г. Астрахани, построенный по проекту Н. А. Белелюбского. 
Для ускорения погрузочных операций на пристанях возле Саратова (Увек) и Камышина было оборудовано по 3 наклонных плоскости. К ним приставали пароходы всех грузовых обществ, работавших от Нижнего Новгорода до Астрахани. За год через наклонные плоскости РУЖД пропускалось до 5 миллионов пудов грузов.
В 1908 году правление РУЖД заказало Сормовскому заводу второй паром для Увекской переправы с более сильным двигателем и более мощным подъемным приспособлением, мощностью 1400 лошадиных сил, с винтовым движителем, а также спецоборудованием для подъёма и перемещения вагонов длиной 51,5 фута, что давало возможность ставить на них пульмановский пассажирский вагон или по два товарных, и паровозы массой до 45 тонн. Судно, получившее имя «Переправа 2-я», вышло на линию в 1909 году и принимало также 28 вагонов на 4 нитки, но большего размера. С увеличением провозной мощности переправа стала справляться с грузопотоком и ежегодно перевозила через Волгу в оба конца 130 тысяч вагонов.
К 1914 году и эта мощность была исчерпана. Выход нашли в организации ледовой переправы на три зимних месяца. Перед укладкой рельсов намораживали лёд. Вагоны передвигали от берега к берегу с конной тягой, пассажиров перевозили на ледоколе. Это помогало паромам справиться с потоком вагонов.
Гавань возле Покровской слободы РУЖД специализировала для торговли хлебом, вместо того, чтобы грузить пароходы на берегу коренной Волги, куда зерно подвозили на расстояние 4-5 вёрст по тяжелой песчаной дороге. В Покровской слободе возле железнодорожных путей и зернохранилищ зерно требовалось перемещать только на несколько десятков саженей, что сразу привлекло хлеботорговцев. Через гавань РУЖД в Покровской слободе за год проходило до 15 миллионов пудов зерна.
У РУЖД работали 3 лесопильных завода (в Рязани, Саратове, Пензе), 5 шпалопропиточных заводов (в Рязани, Сердобске и др. городах), газовый завод в Козлове. На дороге работало 44 школы, 19 библиотек, 3 потребительских общества (в Козлове, Саратове, Ершове), грязелечебница для рабочих и служащих (на озере Эльтон).
В 1914—1918 годах были построены новые линии: Саратов — Каменоломня, Пенза — Харьков, Тамбов — Моршанск, Балашов — Ершов, Николаевск — Самара.

## Управляющие железной дорогой
- 01.06.1871 — 01.06.1881: Фриш, Владимир Матвеевич
- 01.06.1881 — 09.03.1885: Верховский, Михаил Петрович
- 10.03.1885 — 11.07.1890: Глазенап, Алексей Павлович
- 11.07.1890 — 01.05.1892: Якубовский, Константин Яковлевич
- 01.05.1892 — 01.06.1893: Карташов, Василий Фёдорович
- 01.12.1893 — 01.01.1906: Кандауров, Дмитрий Петрович
- 15.01.1906 — 13.07.1906: Игнациус, Сергей Владимирович
- 01.11.1906 — 15.08.1912: Матрёнинский, Дмитрий Александрович
- 15.08.1912 — 15.01.1918: Акоронко, Тит Иванович

## В советское время
В сентябре 1918 года дорога была национализирована и передана НКПС.
В январе 1920 года от станции Александров Гай было начато строительства железной дороги и нефтепровода Алгемба (по первым буквам слов Александров Гай и Эмба). Работы по сооружению дороги и нефтепровода были остановлены в августе 1921 года, в строй она не вошла.
Развитие дороги с 1910 по 1929 годы сохранилось без изменения. Конечными пунктами её на юге являлась Астрахань, на востоке — Уральск, на западе Смоленск и на севере Москва. Эксплуатационная длина дороги составляла 4428 километров.

#### Расширение
В 1929 году Советское правительство приняло решение о разукрупнении железных дорог и перераспределении их границ в соответствии с потребностями бурно растущей промышленности. Западной железной дороге был тогда передан участок протяжением в 438 километров от станции Волово до Смоленска.
Все линии Рязанско-Уральской к западу от станции Турмасово общим протяжением 1016 километров включаются с 1 июля 1930 года в состав Московско-Курской и Московско-Казанской железных дорог. В 1936 году другим дорогам переданы участки Турмасово — Кирсанов и Тамбов — Обловка протяжением в 321 километр. В 1939 году от Рязанско-Уральской отошли участки Кирсанов — Ртищево, Пенза — Балашов, Обловка — Балашов — Камышин общим протяжением в 767 километров.
В этот же период дорога росла за счёт строительства новых участков. В декабре 1936 года в её состав включена новая линия Уральск — Илецк протяжённостью в 264 километра, давшая прямую и кратчайшую связь центра страны с республиками Средней Азии, Сибирью и Южным Уралом. С вводом этой линии резко возросло транзитное значение Рязанско-Уральской, в особенности направления Илецк — Озинки — Саратов — Ртищево.

#### Великая Отечественная война
В 1942 году в состав дороги вошли вновь построенные для снабжения Сталинграда линии Сталинград — Владимировка (136 километров) и Саратов — Петров Вал (199 километров). Эти участки являлись частью левобережной рокады Свияжск — Ульяновск — Сызрань — Саратов — Иловля, строившейся в период подготовки к обороне Сталинграда.
В 1944 году в строй вступила новая линия Трофимовский — Сенная (127 километров).
Долгое время Астрахань оставалась конечным пунктом дороги на юге. Невозможным представлялось строительство дороги по безводной Прикаспийской полупустыне. Но в годы Великой Отечественной войны были построены линия Кизляр — Астрахань и временный мост через Волгу, заменённый в 1950-х капитальным мостом, по которому одновременно осуществляется движение поездов и автогужевого транспорта. С постройкой этой линии Рязанско-Уральская получила прямую и кратчайшую связь с Кавказом. Транзитное значение дороги ещё более возрастало.
В конце Великой Отечественной войны протяженность дороги составляла 2365 километров.

#### Приволжская дорога
В 1953 году по решению Совета Министров СССР в стране произошло укрупнение дорог. Рязанско-Уральская и Сталинградская железная дорога были объединены в одну дорогу, которая названа Приволжской дорогой. В неё вошла большая часть участков бывшей Сталинградской магистрали. Уральское отделение Рязанско-Уральской было передано Оренбургской дороге.
Рязанско-Уральская дорога в годы своего расцвета служила важнейшим транспортным коридором, соединяя центр России с Нижним Поволжьем и Уралом, основным грузом дороги служило зерно. При станциях, имевших максимальный объём хлебных грузов, дорогой были сооружены 26 элеваторов, принимавших зерно как для перевозки, так и для хранения, это способствовало ещё большему привлечению хлеба на дорогу.
С сооружением в 1935 году железнодорожного моста через Волгу у Саратова стало возможным быстро транспортировать астраханскую рыбу в Москву. Ускоренные поезда с вагонами-ледниками, а позже с рефрижераторными стали курсировать от Астрахани до Москвы.
Дорога также имела железнодорожные мастерские в Козлове, Саратове (ныне завод «Сарэнергомаш»), Тамбове, Ртищеве, Аткарске, Покровской Слободе; 4 нефтехранилища; паромную переправу (у Саратова); собственную флотилию, включавшую в себя ледокол, паромы, баржи, плавучие элеваторы и пароходы; лесопильные и шпалопропиточные заводы. На дороге работало 44 школы, 19 библиотек, 3 потребительских общества.